# Chanson de toile
Chanson de toile - gatunek narracyjnej starofrancuskiej poezji lirycznej. Stworzony przez truwerów, był popularny w XII i XIII wieku. Zwykle wykonywane z akompaniamentem muzycznym, opowiadają historię młodej kobiety szukającej miłości; posiadają szczęśliwy koniec.
Do dziś przetrwało ok. 15 - 20 przykładów.

## Źródła
- "Chanson de toile". Harvard Dictionary of Music. Harvard UP. 2003. str. 161. .